# Handebol nos Jogos Pan-Americanos de 2011 - Masculino
O torneio masculino de handebol nos Jogos Pan-Americanos de 2011 ocorreu entre 16 e 24 de outubro no Ginásio San Rafael. Oito equipes participaram do evento, onde a campeã se classificou para os Jogos Olímpicos de 2012, em Londres.

## Medalhistas
|  | ARG Argentina |  | BRA Brasil |  | CHI Chile |
|  | Gonzalo Carou Federico Gastón Fernández Juan Pablo Fernández Fernando García Andrés Kogovsek Damián Migueles Federico Pizarro Cristian Plati Pablo Portela Leonardo Querín Matias Schulz Diego Simonet Sebastián Simonet Juan Vidal Federico Vieyra |  | Leonardo Bortolini Gustavo Cardoso Fábio Chiuffa Bruno Santana Marcos Paulo dos Santos Thiagus Petrus dos Santos Jaqson Kojoroski Fernando Pacheco Filho Gil Pires Felipe Ribeiro Renato Ruy Maik Santos Ales Silva Henrique Teixeira Vinícius Teixeira |  | Guillermo Araya Felipe Barrientos Rodolfo Cornejo Rodrigo Díaz Emil Feuchtmann Erwin Feuchtmann Harald Feuchtmann Nicolás Jofre Patricio Martínez Felipe Maurín René Oliva Marco Oneto Esteban Salinas Rodrigo Salinas Alfredo Valenzuela |

## Formato
As oito equipes foram divididas em dois grupos de quatro equipes. Cada equipe enfrentou as outras no mesmo grupo, totalizando três jogos. As duas primeiras colocadas de cada grupo se classificaram as semifinais e as restantes para jogos de definição do quinto ao oitavo lugar. Nas semifinais, as vencedoras disputaram a final e as perdedoras a medalha de bronze.

## Primeira fase
|  | Equipes classificadas à fase final            |
|  | Equipes classificadas à disputa de 5–8º lugar |

Todas as partidas seguem o fuso horário local (UTC-6).

### Grupo A
| Seleção       | P | J | V | E | D | GP  | GC  | SG  |
| ------------- | - | - | - | - | - | --- | --- | --- |
| BRA Brasil    | 6 | 3 | 3 | 0 | 0 | 119 | 54  | +65 |
| CHI Chile     | 4 | 3 | 2 | 0 | 1 | 101 | 89  | +12 |
| CAN Canadá    | 2 | 3 | 1 | 0 | 2 | 70  | 113 | –43 |
| VEN Venezuela | 0 | 3 | 0 | 0 | 3 | 68  | 102 | –34 |

| 16 de outubro | Brasil                          | 46 – 17          | Canadá         | Ginásio San Rafael, Guadalajara |
| 13:00         | Renato Ruy, Vinícius Teixeira 7 | (19–7) Relatório | Maxime Godin 4 | Árbitro: URU González, Prieto   |

| 16 de outubro | Chile             | 37 – 28           | Venezuela         | Ginásio San Rafael, Guadalajara |
| 15:00         | Emil Feuchtmann 8 | (19–12) Relatório | Jhonny Peñaloza 6 | Árbitro: PUR Pérez, Guzmán      |

| 18 de outubro | Canadá                               | 25 – 42           | Chile                              | Ginásio San Rafael, Guadalajara |
| 13:00         | Geoffroy Bessette, Alexis Bertrand 5 | (11–19) Relatório | Emil Feuchtmann, Rodrigo Salinas 8 | Árbitro: ARG Marina, Minore     |

| 18 de outubro | Venezuela                         | 15 – 37          | Brasil       | Ginásio San Rafael, Guadalajara |
| 20:00         | Enmanuel Godoy, Jhonny Peñaloza 3 | (8–19) Relatório | Renato Ruy 7 | Árbitro: ESP Raluy, Sabroso     |

| 20 de outubro | Brasil            | 36 – 22          | Chile                              | Ginásio San Rafael, Guadalajara |
| 13:00         | Felipe Ribeiro 10 | (15–9) Relatório | Emil Feuchtmann, Rodrigo Salinas 5 | Árbitro: URU González, Prieto   |

| 20 de outubro | Canadá          | 28 – 25           | Venezuela    | Ginásio San Rafael, Guadalajara |
| 15:00         | Niklas Etter 10 | (12–10) Relatório | Iván Pérez 6 | Árbitro: BRA de Souza, Paz      |

### Grupo B
| Seleção                  | P | J | V | E | D | GP | GC | SG  |
| ------------------------ | - | - | - | - | - | -- | -- | --- |
| ARG Argentina            | 6 | 3 | 3 | 0 | 0 | 95 | 55 | +40 |
| DOM República Dominicana | 4 | 3 | 2 | 0 | 1 | 77 | 79 | –2  |
| MEX México               | 2 | 3 | 1 | 0 | 2 | 78 | 93 | –15 |
| USA Estados Unidos       | 0 | 3 | 0 | 0 | 3 | 73 | 96 | –23 |

| 16 de outubro | República Dominicana                     | 27 – 22           | Estados Unidos            | Ginásio San Rafael, Guadalajara |
| 18:00         | Kelvin de León, Carlos Alberto Mirabal 7 | (11–11) Relatório | Martin Clemons Axelsson 8 | Árbitro: CAN Pellerin, Martin   |

| 16 de outubro | Argentina                                  | 31 – 16          | México          | Ginásio San Rafael, Guadalajara |
| 20:00         | Federico Gastón Fernández, Gonzalo Carou 6 | (16–5) Relatório | Marcial Acuña 6 | Árbitro: ESP Raluy, Sabroso     |

| 18 de outubro | Estados Unidos | 19 – 36          | Argentina          | Ginásio San Rafael, Guadalajara |
| 15:00         | Gary Hines 6   | (9–12) Relatório | Federico Pizarro 8 | Árbitro: MEX Durán, Guzmán      |

| 18 de outubro | México            | 29 – 30           | República Dominicana | Ginásio San Rafael, Guadalajara |
| 18:00         | Alan Villalobos 7 | (15–15) Relatório | Kelvin de León 10    | Árbitro: BRA Pinto, Menezes     |

| 20 de outubro | Argentina                                     | 28 – 20           | República Dominicana     | Ginásio San Rafael, Guadalajara |
| 18:00         | Federico Gastón Fernández, Federico Pizarro 6 | (13–11) Relatório | Carlos Alberto Mirabal 6 | Árbitro: ESP Raluy, Sabroso     |

| 20 de outubro | México               | 33 – 32           | Estados Unidos | Ginásio San Rafael, Guadalajara |
| 20:00         | Christian Bermúdez 9 | (21–18) Relatório | Gary Hines 9   | Árbitro: ARG Marina, Minore     |

## Fase final
|  | Classificação 5º–8º lugar | Classificação 5º–8º lugar |    |                       | 5º lugar              | 5º lugar |  |
|  |                           |                           |    |                       |                       |          |  |
|  | 22 de outubro – 12:30     |                           |    |                       |                       |          |  |
|  | CAN Canadá                | 26                        |    |                       |                       |          |  |
|  | USA Estados Unidos        | 25                        |    |                       |                       |          |  |
|  |                           |                           |    |                       |                       |          |  |
|  |                           |                           |    |                       | 24 de outubro – 12:30 |          |  |
|  |                           |                           |    |                       | CAN Canadá            | 26       |  |
|  |                           | MEX México                | 23 |                       |                       |          |  |
|  |                           |                           |    |                       |                       |          |  |
|  |                           |                           |    |                       |                       |          |  |
|  |                           |                           |    |                       | 7º lugar              |          |  |
|  | 22 de outubro – 20:00     | 22 de outubro – 20:00     |    | 24 de outubro – 10:00 | 24 de outubro – 10:00 |          |  |
|  | MEX México                | 30                        |    | USA Estados Unidos    | 39                    |          |  |
|  | VEN Venezuela             | 25                        |    |                       | VEN Venezuela         | 35       |  |

### Classificação 5º–8º lugar
| 22 de outubro | Canadá        | 26 – 25           | Estados Unidos  | Ginásio San Rafael, Guadalajara |
| 12:30         | Mark Walder 5 | (13–14) Relatório | Adam Elzoghby 5 | Árbitro: PUR Pérez, Guzmán      |

| 22 de outubro | México               | 30 – 25           | Venezuela                         | Ginásio San Rafael, Guadalajara |
| 20:00         | Christian Bermúdez 8 | (15–10) Relatório | Enmanuel Godoy, Jhonny Peñaloza 5 | Árbitro: BRA de Souza, Paz      |

|  | Semifinais               | Semifinais            |    |                          | Final                 | Final |  |
|  |                          |                       |    |                          |                       |       |  |
|  | 22 de outubro – 10:00    |                       |    |                          |                       |       |  |
|  | BRA Brasil               | 41                    |    |                          |                       |       |  |
|  | DOM República Dominicana | 17                    |    |                          |                       |       |  |
|  |                          |                       |    |                          |                       |       |  |
|  |                          |                       |    |                          | 24 de outubro – 20:00 |       |  |
|  |                          |                       |    |                          | BRA Brasil            | 23    |  |
|  |                          | ARG Argentina         | 26 |                          |                       |       |  |
|  |                          |                       |    |                          |                       |       |  |
|  |                          |                       |    |                          |                       |       |  |
|  |                          |                       |    |                          | 3º lugar              |       |  |
|  | 22 de outubro – 17:30    | 22 de outubro – 17:30 |    | 24 de outubro – 17:30    | 24 de outubro – 17:30 |       |  |
|  | ARG Argentina            | 26                    |    | DOM República Dominicana | 24                    |       |  |
|  | CHI Chile                | 25                    |    |                          | CHI Chile             | 27    |  |

### Semifinais
| 22 de outubro | Brasil          | 41 – 17          | República Dominicana                                                      | Ginásio San Rafael, Guadalajara |
| 10:00         | Fábio Chiuffa 6 | (18–8) Relatório | Kelvin de León, Leony de León, Carlos Alberto Mirabal, Franalbert Aybar 3 | Árbitro: ARG Marina, Minore     |

| 22 de outubro | Argentina                   | 26 – 25           | Chile             | Ginásio San Rafael, Guadalajara |
| 17:30         | Federico Gastón Fernández 8 | (15–10) Relatório | Rodrigo Salinas 7 | Árbitro: BRA Pinto, Menezes     |

### Disputa pelo 7º lugar
| 24 de outubro | Estados Unidos  | 39 – 35           | Venezuela      | Ginásio San Rafael, Guadalajara |
| 10:00         | Adam Elzoghby 7 | (18–16) Relatório | Drubil Silva 9 | Árbitro: BRA de Souza, Paz      |

### Disputa pelo 5º lugar
| 24 de outubro | Canadá              | 26 – 23           | México               | Ginásio San Rafael, Guadalajara |
| 12:30         | Geoffroy Bessette 9 | (11–12) Relatório | Christian Bermúdez 5 | Árbitro: URU González, Prieto   |

### Disputa pelo bronze
| 24 de outubro | República Dominicana     | 24 – 27           | Chile                                | Ginásio San Rafael, Guadalajara |
| 17:30         | Carlos Alberto Mirabal 8 | (10–12) Relatório | Guillermo Araya, Patricio Martínez 5 | Árbitro: ARG Marina, Minore     |

### Final
| 24 de outubro | Brasil           | 23 – 26           | Argentina                   | Ginásio San Rafael, Guadalajara |
| 20:00         | Felipe Ribeiro 6 | (14–15) Relatório | Federico Gastón Fernández 6 | Árbitro: ESP Raluy, Sabroso     |

## Classificação final
| Pos.              | Equipe                   | Campanha (V–E–D) |
| ----------------- | ------------------------ | ---------------- |
| Medalha de ouro   | ARG Argentina            | 5–0–0            |
| Medalha de prata  | BRA Brasil               | 4–0–1            |
| Medalha de bronze | CHI Chile                | 3–0–2            |
| 4                 | DOM República Dominicana | 2–0–3            |
| 5                 | CAN Canadá               | 3–0–2            |
| 6                 | MEX México               | 2–0–3            |
| 7                 | USA Estados Unidos       | 1–0–4            |
| 8                 | VEN Venezuela            | 0–0–5            |